# Jacques Rozier

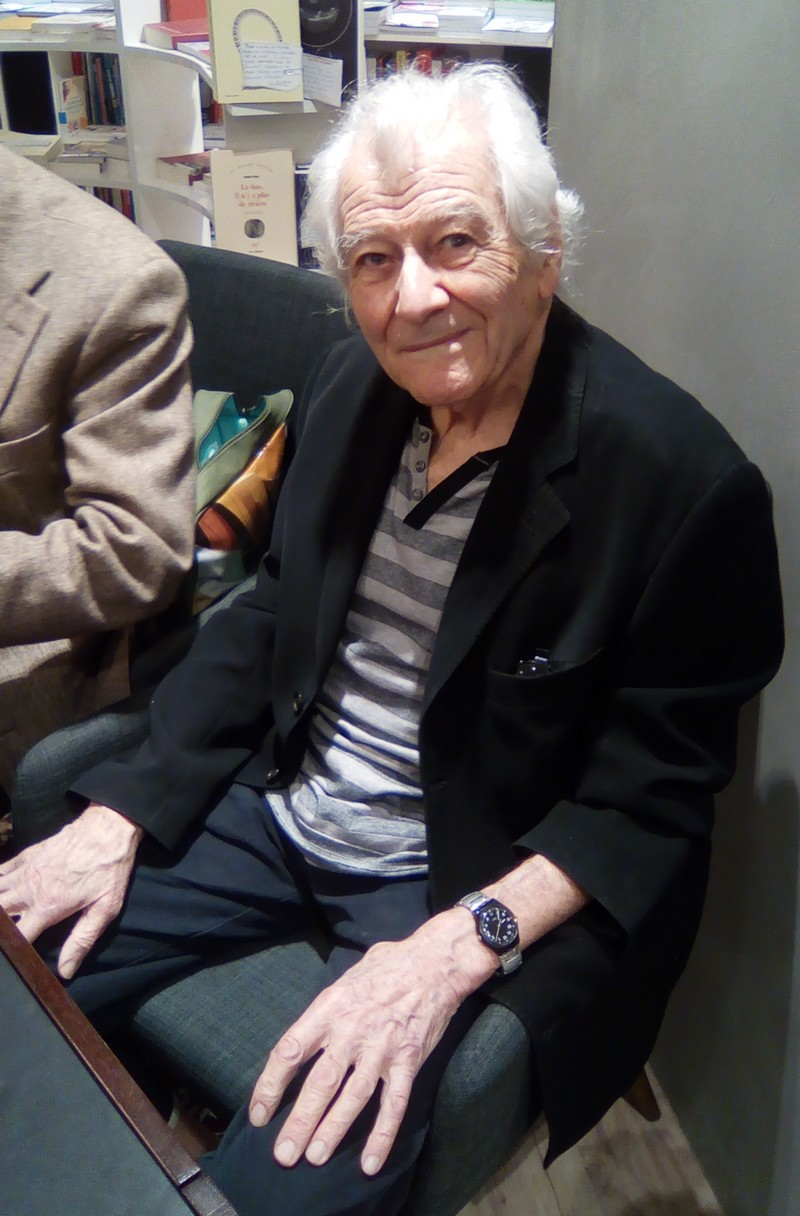
Jacques Rozier, 2017

Jacques Rozier (* 10. November 1926 in Paris; †  2. Juni 2023 in Théoule-sur-Mer) war ein französischer Filmregisseur und Drehbuchautor.

## Leben
Nach einem Studium an der Filmhochschule Institut des hautes études cinématographiques (IDHEC) begann Rozier Ende der 1950er Jahre mit der Filmarbeit. Sein erster langer Spielfilm Adieu Philippine wurde 1960 gedreht und kam erst zwei Jahre später in die Kinos. Er gilt als einer der Schlüsselfilme der Nouvelle Vague. Rozier machte nur wenige Filme und einige Fernsehfilme, für die ihm immer nur sehr geringe Mittel zur Verfügung standen.
Rozier wurde 1986 für seinen Film Maine Océan Express mit dem Jean-Vigo-Preis ausgezeichnet.
Bei der Berlinale 1978 gehörte er zu den Jurymitgliedern.

## Filmographie
B=Drehbuch, P=Produktion, R=Regie
- 1960: Adieu Philippine – (R, B)
- 1973: Du côté d’Orouët
- 1975: Die Schiffbrüchigen der Schildkröteninsel (Les Naufragés de l’île de la Tortue) – (R, P, B)
- 1983: Frevel – (B)
- 1986: Maine Océan Express – (R, B)
- 2001: Fifi Martingale
- 2007: Le Perroquet bleu